# Коржилов Ігор Михайлович
Ігор Михайлович Коржилов (8 березня 1957, Електросталь, Московська область, СРСР) — радянський хокеїст, нападник. Один з найрезультативніших гравців харківського «Динамо» в чемпіонаті СРСР.

## Біографічні відомості
Хокеєм почав займатися з 7 років в дитячій команді «Метеор», Електросталь (тренер Умнов Олексій Якович). З 14 років гравець юнацької команди «Кристал» Електросталь. За місцеву команду майстрів другої ліги «Кристал» Електросталь відіграв два сезони (1975—1977 р) (тренер-Олімпійський чемпіон Іонов А.С.). У 1977 році був запрошений відомим тренером В. В. Тихоновим до складу команди вищої ліги СРСР з хокею «Динамо» (Рига), де провів п'ять сезонів. З листопада 1982 року гравець харківського «Динамо», пройшов з командою шлях від дебютанта першої ліги до еліти радянського хокею.
Почав трудову діяльність робітником машинобудівного заводу в м. Електросталь. У 1976 році закінчив Московський обласний політехнікум за спеціальністю хімічна технологія рідких елементів. У 1984 році закінчив Латвійський державний інститут фізичної культури за спеціальністю фізична культура і спорт. у 1995 — Українську державну юридичну академію (м. Харків) за спеціальністю правознавство. У 1991-92 роках — старший тренер-начальник хокейної команди «Динамо» Харків. З 1992 по 1995 рік начальник спортклубу обласної організації «Динамо» м. Харків. У 1995-97 роках — юристконсульт Харківської міської громадської організації «Престо».
З грудня 1997 по липень 2014 року директор Харківського державного вищого училища фізичної культури № 1, спеціалізованого навчального закладу спортивного профілю. Під його керівництвом училище дев'ять разів посідало перше місце серед спеціалізованих навчальних закладів спортивного профілю України зі спорту вищих досягнень. Значно покращено інфраструктура училища, створена збалансована система підготовки спортсменів високого класу за рахунок формування високопрофесійного колективу педагогів і впровадження сучасних методів навчання та виховання молоді. У 2001 році колектив училища був нагороджений Почесною Грамотою Кабінету Міністрів України за вагомий внесок у розвиток спорту та виховання молоді.
У 2015—2018 роках інструктор-методист КЗ «Міська спеціалізована дитячо-юнацька спортивна школа Олімпійського резерву», консультант з хокею.
Одружений. Дружина — Коржилова Наталія Леонідівна, гомеопат, лікар лікувальної фізкультури та спортивної медицини вищої категорії. Член Асоціації гомеопатів УкраЇни, Міжнародної медичної гомеопатичної Ліги (LMHI). Син — Коржилов Леонід Ігорович, кандидат економічних наук, викладач ХНЕУ ім. С. Кузнеця.

## Статистика
| Сезон   | Команда                  | Ліга      | І  | Г  | П  | 0  | Штр |
| ------- | ------------------------ | --------- | -- | -- | -- | -- | --- |
| 1975-76 | «Кристал» (Електросталь) | друга     | 52 | 21 | 29 | 50 | 10  |
| 1976-77 | «Кристал» (Електросталь) | друга     | 52 | 17 | 30 | 47 | 12  |
| 1977-78 | «Динамо» (Рига)          | вища      | 26 | 0  | 0  | 0  | 22  |
| 1978-79 | «Динамо» (Рига)          | вища      | 42 | 5  | 7  | 12 | 22  |
| 1979-80 | «Динамо» (Рига)          | вища      | 36 | 8  | 1  | 9  | 2   |
| 1980-81 | «Динамо» (Рига)          | вища      | 49 | 4  | 7  | 11 | 22  |
| 1981-82 | «Динамо» (Рига)          | вища      | 55 | 6  | 12 | 18 | 16  |
| 1982-83 | «Динамо» (Рига)          | вища      | 3  | 0  | 0  | 0  | 0   |
| 1982-83 | «Динамо» (Харків)        | перша     | 54 | 21 | 12 | 33 | -   |
| 1983-84 | «Динамо» (Харків)        | перша     | 60 | 31 | 9  | 40 | -   |
| 1984-85 | «Динамо» (Харків)        | перша     | 54 | 18 | 22 | 40 | 24  |
| 1985-86 | «Динамо» (Харків)        | перша     | 61 | 20 | 23 | 43 | 43  |
| 1986-87 | «Динамо» (Харків)        | перша     | 64 | 16 | 30 | 46 | 30  |
| 1987-88 | «Динамо» (Харків)        | перша     | 66 | 14 | 25 | 39 | 18  |
| 1988-89 | «Динамо» (Харків)        | вища      | 26 | 2  | 8  | 10 | 8   |
|         |                          | перехідна | 29 | 2  | 4  | 6  | 10  |
| 1989-90 | «Динамо» (Харків)        | перехідна | 28 | 1  | 1  | 2  | 2   |

## Професійні досягнення
Чемпіон РРФСР сезону 1976/1977 з хокею у складі «Кристал» Єлектросталь.
Майстер спорту з хокею (1978)
Відмінник освіти України (2001)
Нагороджений Почесною грамотою Кабінету Міністрів України (2002)
Заслужений працівник освіти України (2004)
Нагрудний знак А. С. Макаренка, Міністерство Освіти і Науки України (2007)